# Karl-Marx-Allee

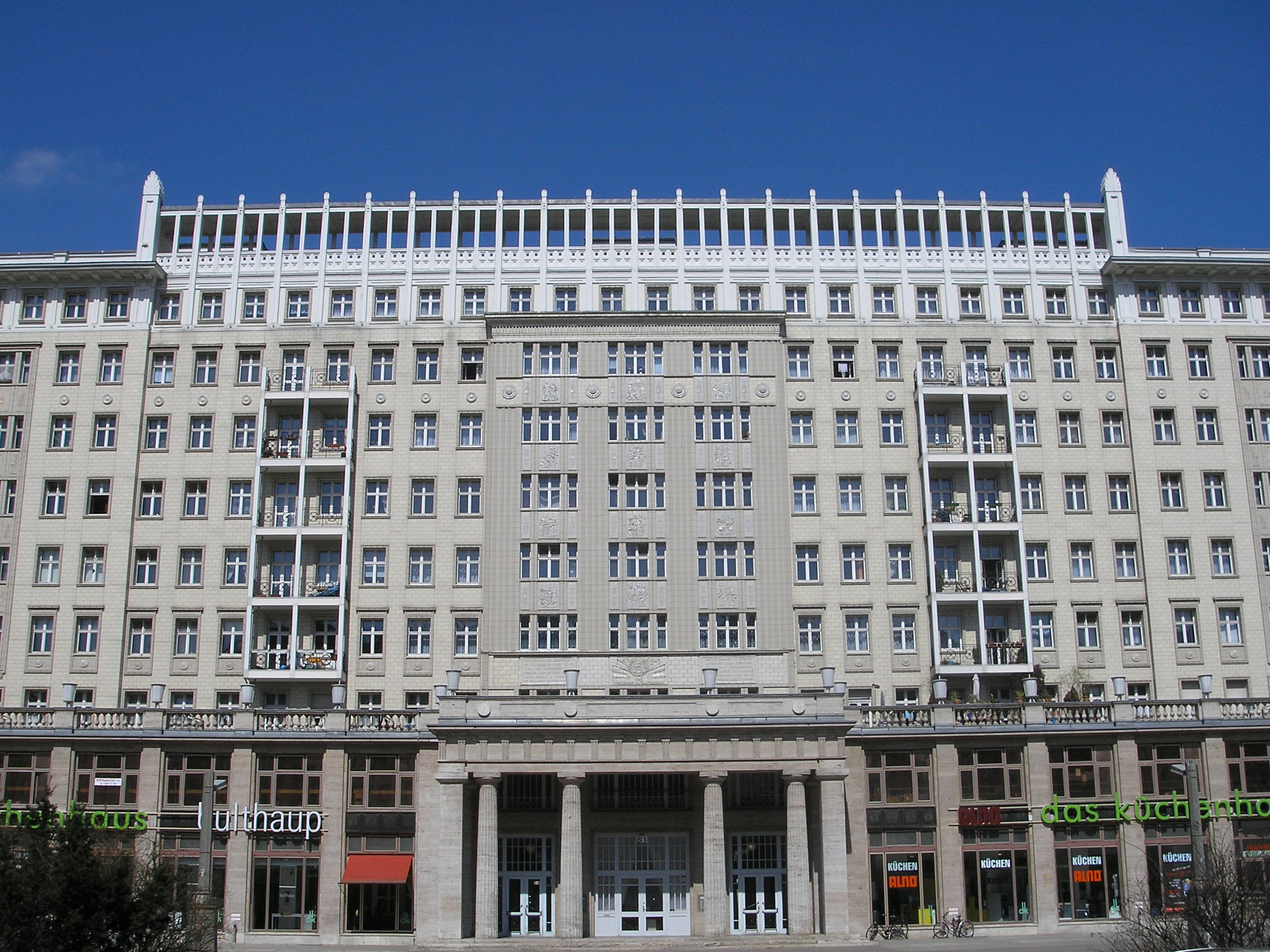
Typisch flatgebouw aan de Karl-Marx-Allee

De Karl-Marx-Allee is een grote, bekende straat in de stadsdelen Friedrichshain en Mitte in Berlijn. Samen met de Frankfurter Allee vormt de Karl-Marx-Allee een van de zeven grote straten die, vertrekkende van het stadscentrum aan de Alexanderplatz, noordoostwaarts lopen. Met de wijzers van de klok mee gaat het om de volgende straten:
- Brunnenstraße
- Schönhauser Allee
- Prenzlauer Allee
- Otto-Braun-Straße – Greifswalder Straße
- Landsberger Allee
- Karl-Marx-Allee – Frankfurter Allee
- Holzmarktstraße – Mühlenstraße – Stralauer Allee

De straat heette eerst Große Frankfurter Straße maar dit werd op 21 december 1949 veranderd in Stalinallee. Op 13 november 1961 werd het deel van de straat dat dicht bij het centrum ligt hernoemd tot Karl-Marx-Allee, naar de grondlegger van het communisme Karl Marx. De straat strekt zich over 2 kilometer uit van de Alexanderplatz naar de Frankfurter Tor. Het andere deel van de straat, dat naar de buitenwijken liep werd hernoemd naar Frankfurter Allee.
In de Stalinallee begonnen op 17 juni 1953 onder bouwvakkers die daar aan het werk waren stakingen tegen een algemene verhoging van de arbeidsnormen. Deze zouden escaleren tot een volksopstand.
Altonaer Straße · 
Amalienstraße · 
Bergmannstraße · 
Berliner Allee ·
Bernauer Straße · 
Bismarckstraße · 
Bornholmer Straße · 
Boxhagener Straße ·
Breite Straße ·
Brüderstraße ·
Brunnenstraße ·
Bülowstraße ·
Bundesallee ·
Danziger Straße ·
Eberswalder Straße ·
Ebertstraße ·
Fasanenstraße ·
Frankfurter Allee ·
Friedrichstraße ·
Gertraudenstraße ·
Greifswalder Straße ·
Halskestraße ·
Hardenbergstraße ·
Hauptstraße ·
Heerstraße ·
Hornstraße ·
Invalidenstraße ·
Judengasse ·
Kaiserdamm ·
Karl-Liebknecht-Straße ·
Karl-Marx-Allee ·
Karl-Marx-Straße ·
Kastanienallee ·
Klosterstraße ·
Kopenhagener Straße ·
Kopernikusstraße ·
Kurfürstendamm ·
Landsberger Allee ·
Lehrter Straße ·
Leipziger Straße ·
Majakowskiring ·
Mehringdamm ·
Mollstraße ·
Motzstraße ·
Mühlendamm · 
Oderberger Straße ·
Oranienburger Straße ·
Oranienstraße ·
Ostseestraße ·
Otto-Braun-Straße ·
Otto-Suhr-Allee ·
Potsdamer Straße ·
Prenzlauer Allee ·
Rathausstraße ·
Rheinstraße ·
Rigaer Straße ·
Rosa-Luxemburg-Straße ·
Rosenthaler Straße ·
Rykestraße ·
Samariterstraße · 
Scheidemannstraße · 
Schwedter Straße ·
Schönhauser Allee ·
Simon-Dach-Straße ·
Spandauer Straße ·
Sredzkistraße ·
Stralauer Allee ·
Straße des 17. Juni ·
Tauentzienstraße ·
Torstraße ·
Unter den Linden ·
Warschauer Straße ·
Wiesbadener Straße ·
Wilhelmstraße (Berlin-Mitte) ·
Wilhelmstraße (Berlin-Spandau)